# PGC 54493
PGC 54493 هيَ مجرة حلزونية ضلعية تَفع على بعد 490 مليون سنة ضوئية ضِمن كوكبة الحية، وهي جُزء من المجموعة المَجرية المُسماة أبل 2052. يُقدر قُطر هذه المجرة بحوالي 140 ألف سنة ضوئية.

## وصلات خارجية
- PGC 54493 على موقع ويكي سكاي: DSS2, SDSS, GALEX, IRAS, Hydrogen α, X-Ray, Astrophoto, Sky Map, Articles and images